# Joseph Van Luppen
Joseph Van Luppen, né à Anvers, le 18 novembre 1834 et mort à Deurne, le 9 octobre 1891, est un peintre belge.
Son champ pictural, de facture réaliste, couvre essentiellement les paysages, parfois étoffés de  représentations animalières. Sa peinture est influencée par l'école de Barbizon et l'école de Calmpthout.
Ses œuvres sont notamment conservées aux Musées royaux des Beaux-Arts de Belgique, au Musée royal des Beaux-Arts d'Anvers, au Musée des Beaux-Arts de Gand, au Victoria and Albert Museum, au Musée national de Cardiff et au Musée d'Art d'Auckland.

## Biographie

### Famille
Joseph (Gérard Joseph Adrien) Van Luppen, né à Anvers le 18 novembre 1834, est le fils de Thomas François Van Luppen (1806), brossier, et de Marie Catherine Somers (1812). Il épouse à Anvers en 1865 Catherine Herlé (né en 1845). Le couple est parent de plusieurs enfants, dont le peintre Prosper Van Luppen (1868-1893) (d), élève de son père.

### Formation
À partir de 1846, à douze ans, Joseph Van Luppen est étudiant à l'Académie royale des beaux-arts d'Anvers, où il suit les cours de Jacob Jacobs et obtient le prix d'excellence en peinture de paysages le 4 mai 1850. Il parfait ensuite sa formation auprès de François Lamorinière, puis à Paris et à l'école de Barbizon, sous la direction de Théodore Rousseau.

### Carrière

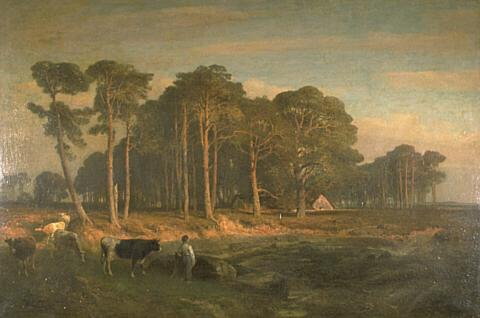
Effet du soleil sur des sapins, Musée d'Art d'Auckland.

Joseph Van Luppen entreprend plusieurs voyages d'études qui le mènent en Haute-Bavière, au Tyrol, en Lombardie, et en Suisse. En Belgique, il se rend en Ardenne avec André Plumot, dans la vallée de la Meuse, et en Campine, dans les environs de Kalmthout, où il peint avec Jacques Rosseels et Isidore Meyers.
Grâce à son paysage intitulé Le Matin, il obtient une médaille d'or au Salon de Bruxelles de 1872. Il participe à 32 salons triennaux belges de 1853 à 1891. Lors de l'Exposition universelle de 1873 à Vienne, et de l'Exposition universelle de 1876 à Philadelphie, ses tableaux sont récompensés par une médaille. À l'Exposition universelle de 1885 d'Anvers, il envoie un paysage intitulé L'Automne. 
Le 28 mai 1880, il devient professeur de la classe de paysages à l'Académie d'Anvers, où il forme de nombreux élèves, tels Léon Delderenne, Robert Crannell Minor ou Henry Rul. En 1880, il fait partie d'un grand nombre d'artistes anversois qui fondent le Vereeniging der Antwerpsche etsers (ou l'Association des aquafortistes anversois) en 1880.
Joseph Van Luppen meurt subitement, à l'âge de 56 ans, Cogelsplein no 3 à Deurne, le 9 octobre 1891. Quelques semaines après sa mort, une exposition de ses tableaux est organisée en hommage au défunt, à la salle Verlat à Anvers, jusqu'au 3 décembre 1891.

## Œuvre

### Caractéristiques
Son champ pictural couvre essentiellement les paysages, souvent étoffées de représentations animalières. L'école de Barbizon et l'école de Calmpthout influencent profondément son œuvre qui abandonne les paysages romantiques conventionnels au profit du réalisme.

### Galerie

Ruisseau sous bois (1873), Musée royal des Beaux-Arts d'Anvers.
Automne (1873), Musée royal des Beaux-Arts d'Anvers.
Paysage (1872), Musée royal des Beaux-Arts d'Anvers.
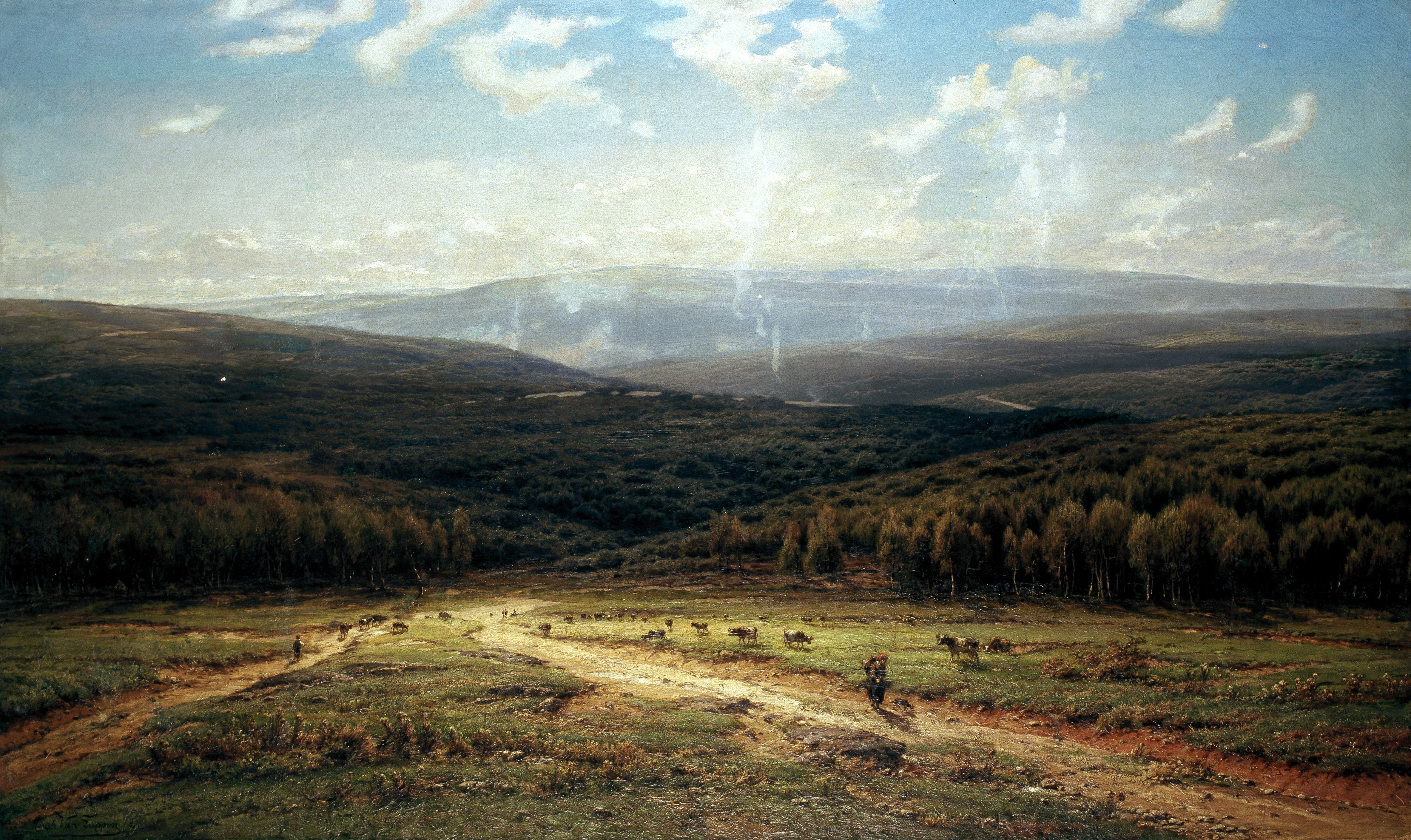
Paysage à Poix-Saint-Hubert (1880), Musée des Beaux-Arts de Gand.

### Réception critique
Lors du Salon de Bruxelles de 1869, le critique du quotidien L'Indépendance belge écrit : « M. Van Luppen n'a pas de gamme de prédilection. Si nous le jugeons d'après son grand paysage de cette année, c'est un artiste sans système, sans parti pris, étudiant sérieusement la nature et faisant de la peinture sincère avant tout. La Vue prise à Moyland (Prusse Rhénane) est parfaitement composée ; ses lignes ont de la grandeur ; elle est peinte largement, vigoureusement avec beaucoup d'éclat dans les plans éclairés et de la finesse dans les ombres ».
Au Salon de Bruxelles de 1872, où Joseph Van Luppen obtient une des huit médailles d'or grâce à Le Matin, acquis par le gouvernement pour les musées nationaux, le critique Hyacinthe De Bruyn écrit : « M. Van Luppen est un peintre dans la haute et bonne acceptation du mot. Son tableau intitulé Le Matin est une bonne chose comme facture, poésie et sentiment. […] C'est une œuvre distinguée, où la magie du faire le dispute à l'expression du sentiment. C'est un tableau complet. L'ensemble a un effet de mystère et cette vapeur qui indiquent si bien l'heure matinale que l'habile peintre a reproduite dans son tableau avec un succès vraiment remarquable ».

### Salons triennaux belges
- Salon de Gand (XXIIe) de 1853 : Une chute d'eau[8].
- Salon de Bruxelles de 1854 : Vue prise dans les Ardennes et Chute d'eau[9].
- Salon d'Anvers de 1855 : Un coup de vent, Vue de la forêt de Fontainebleau et Vue de la Seine près de Sèvres[10].
- Salon de Gand (XXIIIe) de 1856 : Vue de la forêt de Fontainebleau et Vue de la Seine près de Sèvres[11].
- Salon de Bruxelles de 1857 : Vue sur la route de Groenendael à La Hulpe[12].
- Salon d'Anvers de 1858 : Vue en Styrie, Vue prise aux environs de La Hulpe, province du Brabant[13].
- Salon de Gand (XXIVe) de 1859 : Un matin : vue de Dachstein prise devant le lac de Gosaw (Autriche) et Effet du soir, vue de Styrie[14].
- Salon de Bruxelles de 1860 : Chute d'eau ; souvenir de la Styrie[15].
- Salon d'Anvers de 1861 : L'Avenue de Bruyningen, près du château de Galliford à Deurne, avec un troupeau de vaches, effet du matin[16].
- Salon de Gand (XXVe) de 1862 : Vue prise à Wilrijk près d'Anvers après la pluie[17].
- Salon de Bruxelles de 1863 : Les Bords du Vorsche-Schyn aux environs de Deurne, effet du matin, Souvenir du Sterckse-Hof, ancien château des environs de Deurne, crépuscule et Vue prise à Etickhove, effet du matin en octobre[18].
- Salon d'Anvers de 1864 : Souvenir de Fontainebleau, coucher du soleil, Vue prise aux environs d'Audenarde, effet du matin, Vue prise aux environs d'Anvers, temps nuageux[19].
- Salon de Bruxelles de 1866 : Vue prise aux environs d'Etickhove, près d'Audenarde[20].
- Salon de Gand (XXVIIe) de 1868 : Vue prise au château de M. le baron Van Steengracht à Moyland ; l'automne et Vue prise à Moyland près de Clèves (Prusse Rhénane)[21].
- Salon de Bruxelles de 1869 : Vue prise à Moyland (Prusse Rhénane).
- Salon d'Anvers de 1870 : Vue prise à Prayon (province de Liège), Vue prise au château de M. le baron Van Steengracht à Moyland et Souvenir de Moyland (Prusse Thénane)[22].
- Salon de Bruxelles de 1872 : Le Matin [23].
- Salon d'Anvers de 1873 : Les Ruines de Mont-Aigle, Le Soir, et L'Automne[24].
- Salon de Gand de 1874 (XXIXe) : Le Matin, L'Aurore et Le Soir[25].
- Salon de Bruxelles de 1875 : Vue prise à Waulsort[26].
- Salon d'Anvers de 1876 : Après la pluie, vue d'Hastière près de Givet, Vue de Villenhof près Brühl et Vue de Waulsort[27].
- Salon de Gand (XXXe) de 1877 : L'Automne et La Lesse aux environs d'Anseremme[28].
- Salon de Bruxelles de 1878 : Souvenir des Ardennes et Vue prise d'Heyst.
- Salon d'Anvers de 1879 : La Flandre, Le Bois de Modave et Vue prise à Heyst-sur-mer[29].
- Salon de Gand (XXXIe) de 1880 : Vue prise à Poix-Saint-Hubert[30].
- Salon de Bruxelles de 1881 : Sous bois et Matinée d'avril[31].
- Salon d'Anvers de 1882 : Coin de la forêt de Saint-Fontaine et Vue de Petit-Modave.
- Salon de Gand de 1883 (XXXIIe) : Vue prise à Moulins près de Dinant et L'Inondation des forêts de Saint-Fontaine en septembre 1881[32].
- Salon de Bruxelles de 1884 : L'Escaut à Baesrode[33].
- Salon de Bruxelles de 1887 : Vue prise aux environs de Modave[34].
- Salon d'Anvers de 1888 : L'Amblève et Vue prise à Martin-Rive[35].
- Salon de Bruxelles de 1890 : un paysage.
- Salon d'Anvers de 1891 : Lisière de forêt, Sept-Fontaine et Chemin creux près d'Hastière[36].

### Collections muséales
- Musées royaux des Beaux-Arts de Belgique (Bruxelles) : Le Printemps (1872), huile sur toile, inventaire no 2523, format 127 × 200 cm, acquis en 1872[37].
- Musée royal des Beaux-Arts d'Anvers : 
  - Automne (1873), huile sur toile, format 145,4 × 202,4 cm, inventaire no 1160[38].
  - Paysage (1872), huile sur toile, format 83 × 109 cm, inventaire no 1754[38].
  - Ruisseau sous bois (1873), huile sur toile, format 114,4 × 88,2 cm, inventaire no 1785[38].
- Musée des Beaux-Arts de Gand : Paysage à Poix-Saint-Hubert (1880), huile sur toile, format 120,2 × 201 cm, inventaire no 1880-F, acquis en 1880, après le Salon de Gand[39].
- Victoria and Albert Museum : Vue à Moyland près de Clèves (1869), huile sur toile, format 130 × 183 cm inventaire no 1053-1886, don de Joshua Dixon en 1886[40].
- Musée national de Cardiff : Souvenir des Ardennes (vers 1870), huile sur bois, inventaire no NMWA4961, format 87 × 115 cm, William Menelaus en 1882[41].
- Musée d'Art d'Auckland Effet de soleil sur des sapins.

## Honneurs
- Chevalier de l'ordre de Léopold (9 février 1875)[42].
- Officier de l'ordre de Léopold (31 octobre 1883)[42].